# 2009年花蓮地震
2009年花蓮地震，發生在2009年12月19日UTC13時02分（台灣時間21時02分）。震央位於北緯23.79度、東經121.66度、即台灣中央氣象局花蓮市地震站東南方21.4公里的外海（太平洋）海域錄得黎克特制6.9級（ML）、深度43.8公里的地震。

## 各地震度
| 最大震度 | 縣市地區                                             |
| -------- | ---------------------------------------------------- |
| 7級      | 花蓮磯崎                                             |
| 6級      | 花蓮鹽寮                                             |
| 5級      | 宜蘭羅東、雲林斗六、嘉義草山、臺東市、臺中市、彰化市 |
| 4級      | 苗栗、臺北、高雄、新竹、桃園、南投、臺南、澎湖       |

## 影響情況
- 花蓮縣：
  - 多處民宅龜裂、外牆倒塌。
  - 台11線落石坍方。
  - 花蓮某飯店大片玻璃破裂。
  - 花蓮一商家牆面崩落。

- 臺北市：
  - 復興南路民宅水塔掉落，砸中下方車輛。